# ケイヨ・コルホネン
|
ケイヨ・コルホネン（Keijo Korhonen、1956年10月7日 - ）はフィンランド、北サヴォ県レッパヴィルタ出身の元スキージャンプ選手。

## プロフィール
1978-1979シーズンのスキージャンプ週間で国際大会にデビュー、第1戦のオーベルストドルフは60位、第2戦ガルミッシュパルテンキルヘンで18位、第3戦インスブルックは21位だった。
翌1979-1980シーズンから始まったスキージャンプ・ワールドカップに1979年12月30日のオーベルストドルフで初出場、、自己最高位の4位となった。ワールドカップの総合では57位となった。
1982年ノルディックスキー世界選手権（ノルウェー、オスロ）では団体戦でヤリ・プイッコネン、ペンティ・コッコネン、マッチ・ニッカネンとともに銅メダルを獲得した。
翌1982-1983シーズンが彼の現役最後のシーズンとなった。1月30日のエンゲルベルクと2月18日のヴィケルスンでともに8位となり総合40位でそのキャリアを終えた。